# Svjatlana Voesovitsj
Svjatlana Voesovitsj, ook wel Svetlana Oesovitsj (Wit-Russisch: Светлана Викторовна Усович) (Zasovye, 14 oktober 1980) is een Wit-Russische sprintster, die gespecialiseerd is in de 400 m. Bovendien kan zij uitstekend uit de voeten op de 800 m. Haar grootste successen behaalde ze tot nu toe echter als estafetteloopster op de 4 x 400 m estafette. 
Haar jongere zusje Ilona Voesovitsj is eveneens atlete.

## Loopbaan
Haar eerste succes was de gouden medaille die zij in 2002 veroverde op de Europese indoorkampioenschappen in Wenen. Samen met haar teamgenotes Katarina Stankevitsj, Iryna Chljoestava en Hanna Kasak werd Svjatlana Voesovitsj kampioene op de 4 x 400 m estafette. Met een tijd van 3.32,24 versloeg ze als slotloopster de estafetteploegen uit Polen (zilver; 3.32,45) en Italië (brons; 3.26.49). Op de EK indoor van 2005 in Madrid won Voesovitsj haar eerste individuele medaille, een zilveren, op de 400 m in 50,55 s.
In 2007 prolongeerde het Wit-Russische 4 x 400 meter-viertal de Europese indoortitel, zij het in een gewijzigde samenstelling: van het team uit 2005 waren Svetlana Voesovitsj en Iryna Khliustava weer van de partij. Nieuw waren Joeljana Joestsjanka en Ilona Voesovitsj. Later dat jaar bewees Svjatlana Voesovitsj, dat zij ook haar mannetje stond op de 800 m. Tijdens de wereldkampioenschappen in Osaka behaalde zij op dit nummer namelijk een zesde plaats in 1.58,11. Vervolgens behaalde hetzelfde team dat eerder dat jaar de Europese indoortitel had veroverd, op de 4 x 400 m estafette een vijfde plaats in een nationaal record van 3.21,88.
Op de wereldindoorkampioenschappen van 2008 in het Spaanse Valencia bewees het Wit-Russische 4 x 400 m estafetteteam andermaal zijn kracht. Het werd ditmaal een zilveren medaille. Achter het Russische team (goud in 3.28,17) liepen Svjatlana en Ilona Voesovitsj, dit keer samen met Anna Kozak en Iryna Chljoestava naar de tweede plaats in 3.28,90. Op de Olympische Spelen van 2008 in Peking sneuvelde ze met 2.02,79 in de halve finale van de 800 m. Op de 4 x 400 m estafette haalde Svjatlana Voesovitsj de finale echter wel. In dezelfde opstelling als eerder dat jaar in Valencia eindigde het Wit-Russische estafetteviertal op een vierde plaats in de nationale recordtijd van 3.21,85.
Op de Olympische Spelen van 2012 in Londen nam Svjatlana Voesovitsj deel aan de 400 m en de 4 x 400 m estafette. Op de 400 m werd ze in de series uitgeschakeld met een tijd van 52,40. Ditmaal zat er ook op de 4 x 400 m estafette geen finaleplaats voor de Wit-Russische in. Met haar teamgenotes Alena Kiyevich, Iryna Chljoestava en Ilona Voesovitsj sneuvelde zij in de kwalificatieronde in 3.26,52.

## Titels
- Europees indoorkampioene 4 x 400 m - 2002, 2007
- Wit-Russisch kampioene 400 m - 2002

## Persoonlijke records
Outdoor
| Onderdeel | Prestatie | Datum            | Plaats |
| --------- | --------- | ---------------- | ------ |
| 400 m     | 50,79 s   | 31 juli 2004     | Minsk  |
| 800 m     | 1.58,11   | 26 augustus 2007 | Osaka  |

Indoor
| Onderdeel | Prestatie    | Datum            | Plaats    |
| --------- | ------------ | ---------------- | --------- |
| 400 m     | 50,55 s (NR) | 5 maart 2005     | Madrid    |
| 600 m     | 1.26,63      | 23 december 2010 | Minsk     |
| 800 m     | 2.00,53      | 11 februari 2007 | Karlsruhe |

## Palmares

### 400 m
- 2002: 4e in serie EK indoor - 52,59 s
- 2002: 7e EK - 52.10 s
- 2003: 6e WK indoor - 52,72 s
- 2003: 4e in ½ fin. WK - 51,46 s
- 2003:  Europacup in Lappeenranta - 52,24 s
- 2004: 4e in ½ fin. WK indoor - 52,21 s
- 2004: 6e in ½ fin. OS - 51,42 s
- 2005:  EK indoor - 50,55 s
- 2012: 5e in serie OS - 52,40

### 800 m
- 2005: 5e in ½ fin. WK - 2.02,34
- 2007: 6e WK - 1.58,92
- 2008: 8e in ½ fin. OS - 2.02,79 s
- 2010: 5e in serie EK - 2.02,74
- 2011: 7e in serie WK - 2.05,62

### 4 x 400 m estafette
- 2001: 10e in series WK - 3.28,93
- 2001:  Universiade - 3.30,65
- 2002:  EK indoor - 3.32,24
- 2002: 6e EK - 3.32,46
- 2003: 13e in kwal. WK - 3.31,40
- 2004:  WK indoor - 3.29,96 (NR)
- 2004: 6e in kwal. OS - 3.27,38
- 2006:  EK - 3.27,69
- 2007:  EK indoor - 3.27,83
- 2007: 5e WK - 3.21,88 (NR)
- 2008:  WK indoor - 3.28,90 (SB)
- 2008: 4e OS - 3.21,85 (NR)
- 2010: 7e EK - 3.28,74
- 2011: 6e WK - 3.25,64
- 2012: 5e in kwal. OS - 3.26,52